# Ozurgeti (distrikt)
Ozurgeti (georgiska: ოზურგეთის მუნიციპალიტეტი, Ozurgetis munitsipaliteti) är ett distrikt i Georgien. Det ligger i regionen Gurien, i den västra delen av landet, 230 km väster om huvudstaden Tbilisi. Administrativt centrum är staden Ozurgeti.